# Línea 1 del Metro de Valencia (Venezuela)
La Línea 1 del Metro de Valencia es la primera de las 2 líneas iniciales que constituirán el sistema de transporte subterráneo de la ciudad de Valencia en Venezuela. Está previsto que una vez concluida tenga de 19 estaciones a lo largo de sus 7 kilómetros, teniendo para 2013 la cantidad de 7 estaciones en funcionamiento. Ubicada principalmente a lo largo de la Avenida Bolívar del Municipio Valencia y la Avenida Universidad del Municipio Naguanagua, se planea una intersección con la futura Línea 2 en la estación Lara que recorra la ciudad de este a oeste.

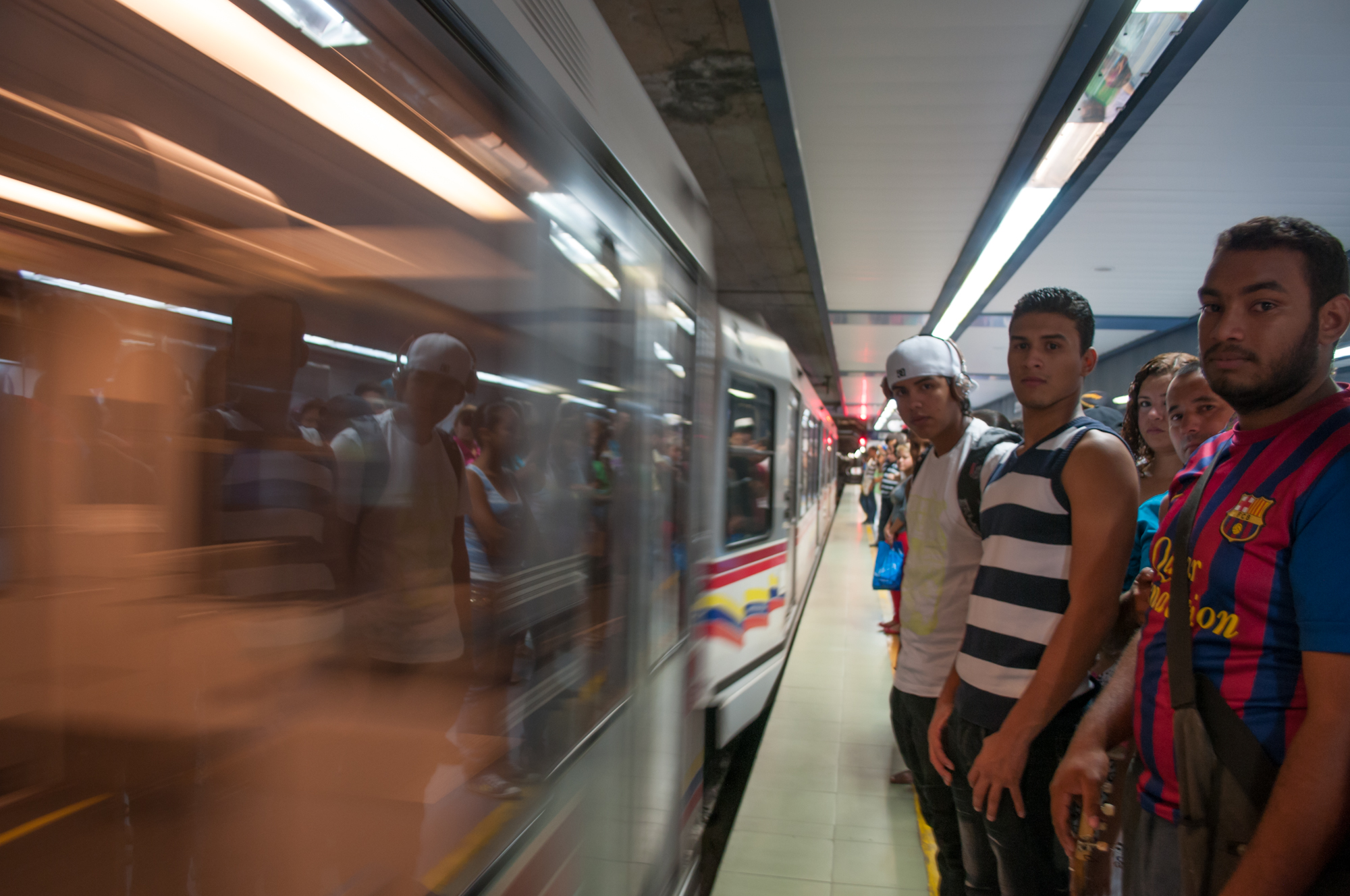
Personas esperando para abordar un tren en la línea 1 del Metro de Valencia

## Municipios
Esta línea presta servicio a los siguientes municipios de sur a norte:
- Municipio Valencia

## Estaciones
Las estaciones, de sur a norte, son:
| Estación   | Comb. | Ubicación                         | Inauguración | Municipio |
| ---------- | ----- | --------------------------------- | ------------ | --------- |
| Monumental |       | Plaza de Toros de Valencia        | 2006         | Valencia  |
| Las Ferias |       | Av. Las Ferias                    | 2007         | Valencia  |
| Palotal    |       | Av. Las Ferias                    | 2006         | Valencia  |
| Santa Rosa |       | Av. Las Ferias                    | 2007         | Valencia  |
| Michelena  |       | Av. Las Ferias con C.91 Michelena | 2007         | Valencia  |
| Lara       |       | Av. Lara                          | 2007         | Valencia  |
| Cedeño     |       | Av. Cedeño con Av. Bolívar        | 2006         | Valencia  |